# Списак победника Отвореног првенства Француске у тенису — мушкарци појединачно
Отворено првенство Француске или само Ролан Гарос јесте тениски гренд слем турнир који се одржава сваке године у задњој недељи маја и првој недељи јуна. Установљен је 1891. а од 1928. такмичење се игра на отвореним теренима са шљаком који се налазе у склопу комплекса Стадион Ролан Гарос у Паризу, главном граду Француске. Турнир је назван по славном француском пилоту из Првог светског рата. У почетку се турнир службено водио под називом Првенство Француске да би од 1925. постао међународни турнир.
Почев од 1925. Отворено првенство Француске се води као гренд слем турнир. Један је од четири гренд слема који се играју сваке године поред Отвореног првенства Аустралије, Вимблдона и Отвореног првенства САД. Ролан Гарос је други по реду гренд слем који се игра у календарској години (игра се после Аустралијан опена, а пре Вимблдона). Организује га Тениски савез Француске (ФФТ). Први је гренд слем турнир на коме су 1968. учествовали професионални играчи.
Победник такмичења у мушком синглу добија посебан трофеј — Куп мускетара, назван по четворици мускетара француског тениса: Жан Боротра, Жак Брињон, Анри Коше и Рене Лакост. Турнир се није одржавао од 1915. до 1919. због Првог светског рата а од 1941. до 1944, током нацистичке окупације Француске за време Другог светског рата, незванично се одржавао турнир под именом Првенство Француске. Ролан Гарос је гренд слем који је дуго одолевао променама, па је последњи поставио кров и рефлекторе (2020), увео тај-брејк у петом сету (2022), као и електронску проверу поена (од 2025).
Рафаел Надал је турнир освајао четрнаест пута и рекордер је по броју освојених наслова на Отвореном првенству Француске, било у мушкој или женској конкуренцији. Такође је рекордер по броју освојених титула на једном гренд слему и по броју узастопних освојених титула на једном гренд слему у Опен ери (пет пута заредом је освојио такмичење, од 2010. до 2014). Макс Декижис је осам пута био победник такмичења у „затвореној” ери. Мајкл Ченг је освајањем турнира из 1989. постао најмлађи играч у Опен ери који је освојио Ролан Гарос (тада је имао седамнаест година, три месеца и двадесет дана). С друге стране Новак Ђоковић је најстарији освајач турнира у „отвореној” ери будући да је с тридесет шест година и двадесет дана освојио турнир из 2023. Француски тенисери су највише пута освајали такмичење у мушкој појединачној конкуренцији (тридесет осам наслова) а прате их Шпанци (двадесет један наслов) и Аустралијанци (једанаест наслова).
Тренутни шампион је Карлос Алкараз који је савладао Александра Зверева у финалу из 2024.

## Историја
Отворено првенство Француске основано је 1891. Првобитно је било познато под називом Првенство Француске (фр. Championnat de France). На турниру су у прве тридесет четири године постојања могли да учествују искључиво француски играчи или страни играчи који су били чланови неког француског клуба. Први шампион Првенства Француске био је Британац Х. Бригс (могао је учествовати на њему јер је био члан клуба Club Stade Français). У почетку су се мечеви играчи у три сета. Од 1902/03. усвојено је правило по коме се мечеви играју у пет сетова. Осим Бригса, турнир су у почетку освајали само француски тенисери међу којима се истиче Макс Декижис који је осам пута био победник Првенства Француске.
Између 1924. и 1932. неки од чланова групе Четири мускетара освајало је такмичење. Од 1925. на првенству су могли да играју и странци што је привукло најбоље играче. Први победник међународног турнира био је Рене Лакост. Француска репрезентација је била шампион Дејвис купа из 1927. што је додатно привукло пажњу на турнир и било је неопходно изградити нови стадион. Стадион Ролан Гарос изграђен је 1928. На новом стадиону је Анри Коше први освојио титулу.

## Вишеструки освајачи турнира
|    | Тенисер            | Број титула | Првенац | Потоња |
| -- | ------------------ | ----------- | ------- | ------ |
| 1. | Рафаел Надал       | 14          | 2005.   | 2022.  |
| 2. | Бјерн Борг         | 6           | 1974.   | 1981.  |
| 3. | Анри Коше          | 4           | 1926.   | 1932.  |
| 4. | Рене Лакост        | 3           | 1925.   | 1929.  |
| 4. | Иван Лендл         | 3           | 1984.   | 1987.  |
| 4. | Матс Виландер      | 3           | 1982.   | 1988.  |
| 4. | Густаво Киртен     | 3           | 1997.   | 2001.  |
| 4. | Новак Ђоковић      | 3           | 2016.   | 2023.  |
| 9. | Готфрид фон Крам   | 2           | 1934.   | 1936.  |
| 9. | Френк Паркер       | 2           | 1948.   | 1949.  |
| 9. | Јарослав Дробни    | 2           | 1951.   | 1952.  |
| 9. | Тони Траберт       | 2           | 1954.   | 1955.  |
| 9. | Никола Пјетранђели | 2           | 1959.   | 1960.  |
| 9. | Мануел Сантана     | 2           | 1961.   | 1964.  |
| 9. | Рој Емерсон        | 2           | 1963.   | 1967.  |
| 9. | Кен Роузвол        | 2           | 1953.   | 1968.  |
| 9. | Род Лејвер         | 2           | 1962.   | 1969.  |
| 9. | Јан Кодеш          | 2           | 1970.   | 1971.  |
| 9. | Џим Куријер        | 2           | 1991.   | 1992.  |
| 9. | Сержи Бругера      | 2           | 1993.   | 1994.  |
| 9. | Карлос Алкараз     | 2           | 2024.   | 2025.  |

## Листа финалних мечева
| Година   | Победник                                           | Финалиста          | Резултат                      | Трајање |
| 1925.    | Рене Лакост                                        | Жан Боротра        | 7-5, 6-1, 6-4                 |         |
| 1926.    | Анри Коше                                          | Рене Лакост        | 6-2, 6-4, 6-3                 |         |
| 1927.    | Рене Лакост                                        | Бил Тилден         | 6-4, 4-6, 5-7, 6-3, 11-9      |         |
| 1928.    | Анри Коше                                          | Рене Лакост        | 5-7, 6-3, 6-1, 6-3            |         |
| 1929.    | Рене Лакост                                        | Жан Боротра        | 6-3, 2-6, 6-0, 2-6, 8-6       |         |
| 1930.    | Анри Коше                                          | Бил Тилден         | 3-6, 8-6, 6-3, 6-1            |         |
| 1931.    | Жан Боротра                                        | Кристијан Бусис    | 2-6, 6-4, 7-5, 6-4            |         |
| 1932.    | Анри Коше                                          | Ђорђо де Стефани   | 6-0, 6-4, 4-6, 6-3            |         |
| 1933.    | Џек Крофорд                                        | Анри Коше          | 8-6, 6-1, 6-3                 |         |
| 1934.    | Готфрид фон Крам                                   | Џек Крофорд        | 6-4, 7-9, 3-6, 7-5, 6-3       | ~ 3:00  |
| 1935.    | Фред Пери                                          | Готфрид фон Крам   | 6-3, 3-6, 6-1, 6-3            | ~ 2:00  |
| 1936.    | Готфрид фон Крам                                   | Фред Пери          | 6-0, 2-6, 6-2, 2-6, 6-0       |         |
| 1937.    | Хенер Хенкел                                       | Бани Остин         | 6-1, 6-4, 6-3                 |         |
| 1938.    | Доналд Баџ                                         | Родерик Менцел     | 6-3, 6-2, 6-4                 | 0:58    |
| 1939.    | Вилијам Макнил                                     | Боби Ригс          | 7-5, 6-0, 6-3                 |         |
| 1940.    | Отворено првенство Француске у тенису није орджано | Други светски рат  |                               |         |
| 1941.    | Отворено првенство Француске у тенису није орджано | Други светски рат  |                               |         |
| 1942.    | Отворено првенство Француске у тенису није орджано | Други светски рат  |                               |         |
| 1943.    | Отворено првенство Француске у тенису није орджано | Други светски рат  |                               |         |
| 1944.    | Отворено првенство Француске у тенису није орджано | Други светски рат  |                               |         |
| 1945.    | Отворено првенство Француске у тенису није орджано | Други светски рат  |                               |         |
| 1946.    | Марсел Бернар                                      | Јарослав Дробни    | 3-6, 2-6, 6-1, 6-4, 6-3       |         |
| 1947.    | Јожеф Азбот                                        | Ерик Стерџес       | 8-6, 7-5, 6-4                 |         |
| 1948.    | Френк Паркер                                       | Јарослав Дробни    | 6-4, 7-5, 5-7, 8-6            |         |
| 1949.    | Френк Паркер                                       | Баџ Пати           | 6-3, 1-6, 6-1, 6-4            |         |
| 1950.    | Баџ Пати                                           | Јарослав Дробни    | 6-1, 6-2, 3-6, 5-7, 7-5       |         |
| 1951.    | Јарослав Дробни                                    | Ерик Стерџес       | 6-3, 6-3, 6-3                 |         |
| 1952.    | Јарослав Дробни                                    | Френк Сеџман       | 6-2, 6-0, 3-6, 6-4            |         |
| 1953.    | Кен Роузвол                                        | Вик Сејшас         | 6-3, 6-4, 1-6, 6-2            |         |
| 1954.    | Тони Трејберт                                      | Артур Ларсен       | 6-4, 7-5, 6-1                 |         |
| 1955.    | Тони Трејберт                                      | Свен Давидсон      | 2-6, 6-1, 6-4, 6-2            |         |
| 1956.    | Лу Хоуд                                            | Свен Давидсон      | 6-4, 8-6, 6-3                 |         |
| 1957.    | Свен Давидсон                                      | Херберт Флам       | 6-3, 6-4, 6-4                 |         |
| 1958.    | Мервин Роуз                                        | Луис Ајала         | 6-3, 6-4, 6-4                 |         |
| 1959.    | Никола Пјетранђели                                 | Јан Фермак         | 3-6, 6-3, 6-4, 6-1            |         |
| 1960.    | Никола Пјетранђели                                 | Луис Ајала         | 3-6, 6-3, 6-4, 4-6, 6-3       |         |
| 1961.    | Мануел Сантана                                     | Никола Пјетранђели | 6-3, 6-1, 4-6, 7-5            |         |
| 1962.    | Род Лејвер                                         | Рој Емерсон        | 3-6, 2-6, 6-3, 9-7, 6-2       |         |
| 1963.    | Рој Емерсон                                        | Пјер Дармон        | 3-6, 6-1, 6-4, 6-4            |         |
| 1964.    | Мануел Сантана                                     | Никола Пјетранђели | 6-3, 6-1, 4-6, 7-5            |         |
| 1965.    | Фред Стол                                          | Тони Роуч          | 3-6, 6-0, 6-2, 6-3            |         |
| 1966.    | Тони Роуч                                          | Иштван Гуљаш       | 6-1, 6-4, 7-5                 |         |
| 1967.    | Рој Емерсон                                        | Тони Роуч          | 6-1, 6-4, 2-6, 6-2            |         |
| Опен ера |                                                    |                    |                               |         |
| 1968.    | Кен Роузвол                                        | Род Лејвер         | 6-3, 6-1, 2-6, 6-2            |         |
| 1969.    | Род Лејвер                                         | Кен Роузвол        | 6-4, 6-3, 6-4                 | 1:33    |
| 1970.    | Јан Кодеш                                          | Жељко Франуловић   | 6-2, 6-4, 6-0                 | 1:06    |
| 1971.    | Јан Кодеш                                          | Илије Настасе      | 8-6, 6-2, 2-6, 7-5            |         |
| 1972.    | Андрес Химено                                      | Патрик Проаси      | 4-6, 6-3, 6-1, 6-1            |         |
| 1973.    | Илије Настасе                                      | Никола Пилић       | 6-3, 6-3, 6-0                 | 1:30    |
| 1974.    | Бјерн Борг                                         | Мануел Орантес     | 2-6, 46-7, 6-0, 6-1, 6-1      |         |
| 1975.    | Бјерн Борг                                         | Гиљермо Вилас      | 6-2, 6-3, 6-4                 | 1:35    |
| 1976.    | Адријано Паната                                    | Харолд Соломон     | 6-1, 6-4, 4-6, 7-63           | 2:53    |
| 1977.    | Гиљермо Вилас                                      | Брајан Готфрид     | 6-0, 6-3, 6-0                 | 1:58    |
| 1978.    | Бјерн Борг                                         | Гиљермо Вилас      | 6-1, 6-1, 6-3                 | 1:49    |
| 1979.    | Бјерн Борг                                         | Виктор Печи        | 6-3, 6-1, 66-7, 6-4           | 2:44    |
| 1980.    | Бјерн Борг                                         | Витас Герулајтис   | 6-4, 6-1, 6-2                 | 1:46    |
| 1981.    | Бјерн Борг                                         | Иван Лендл         | 6-1, 4-6, 6-2, 3-6, 6-1       | 3:13    |
| 1982.    | Матс Виландер                                      | Гиљермо Вилас      | 1-6, 7-66, 6-0, 6-4           | 4:42    |
| 1983.    | Јаник Ноа                                          | Матс Виландер      | 6-2, 7-5, 7-63                | 2:24    |
| 1984.    | Иван Лендл                                         | Џон Макенро        | 3-6, 2-6, 6-4, 7-5, 7-5       | 4:08    |
| 1985.    | Матс Виландер                                      | Иван Лендл         | 3-6, 6-4, 6-2, 6-2            | 3:13    |
| 1986.    | Иван Лендл                                         | Микаел Пернфош     | 6-3, 6-2, 6-4                 | 2:45    |
| 1987.    | Иван Лендл                                         | Матс Виландер      | 7-5, 6-2, 3-6, 7-63           | 4:23    |
| 1988.    | Матс Виландер                                      | Анри Леконт        | 7-5, 6-2, 6-1                 | 1:52    |
| 1989.    | Мајкл Ченг                                         | Стефан Едберг      | 6-1, 3-6, 4-6, 6-4, 6-2       | 3:41    |
| 1990.    | Андрес Гомез                                       | Андре Агаси        | 6-3, 2-6, 6-4, 6-4            | 2:31    |
| 1991.    | Џим Куријер                                        | Андре Агаси        | 3-6, 6-4, 2-6, 6-1, 6-4       | 3:25    |
| 1992.    | Џим Куријер                                        | Петр Корда         | 7-5, 6-2, 6-1                 | 1:59    |
| 1993.    | Сержи Бругера                                      | Џим Куријер        | 6-4, 2-6, 6-2, 3-6, 6-3       | 3:59    |
| 1994.    | Сержи Бругера                                      | Алберто Берасатеги | 6-3, 7-5, 2-6, 6-1            | 2:11    |
| 1995.    | Томас Мустер                                       | Мајкл Ченг         | 7-5, 6-2, 6-4                 | 2:00    |
| 1996.    | Јевгениј Кафељников                                | Михаел Штих        | 7-64, 7-5, 7-64               | 2:32    |
| 1997.    | Густаво Киртен                                     | Сержи Бругера      | 6-3, 6-4, 6-2                 | 1:50    |
| 1998.    | Карлос Моја                                        | Алекс Коређа       | 6-3, 7-5, 6-3                 | 2:13    |
| 1999.    | Андре Агаси                                        | Андреј Медведев    | 1-6, 2-6, 6-4, 6-3, 6-4       | 2:52    |
| 2000.    | Густаво Киртен                                     | Магнус Норман      | 6-2, 6-3, 2-6, 7-66           | 3:44    |
| 2001.    | Густаво Киртен                                     | Алекс Коређа       | 36-7, 7-5, 6-2, 6-0           | 3:12    |
| 2002.    | Алберт Коста                                       | Хуан Карлос Фереро | 6-1, 6-0, 4-6, 6-3            | 2:30    |
| 2003.    | Хуан Карлос Фереро                                 | Мартин Веркерк     | 6-1, 6-3, 6-2                 | 2:09    |
| 2004.    | Гастон Гаудио                                      | Гиљермо Корија     | 0-6, 3-6, 6-4, 6-1, 8-6       | 3:31    |
| 2005.    | Рафаел Надал                                       | Маријано Пуерта    | 66-7, 6-3, 6-1, 7-5           | 3:24    |
| 2006.    | Рафаел Надал                                       | Роџер Федерер      | 1-6, 6-1, 6-4, 7-64           | 3:02    |
| 2007.    | Рафаел Надал                                       | Роџер Федерер      | 6-3, 4-6, 6-3, 6-4            | 3:10    |
| 2008.    | Рафаел Надал                                       | Роџер Федерер      | 6-1, 6-3, 6-0                 | 1:48    |
| 2009.    | Роџер Федерер                                      | Робин Седерлинг    | 6-1, 7-61, 6-4                | 1:55    |
| 2010.    | Рафаел Надал                                       | Робин Седерлинг    | 6-4, 6-2, 6-4                 | 2:18    |
| 2011.    | Рафаел Надал                                       | Роџер Федерер      | 7-5, 7-63, 5-7, 6-1           | 3:40    |
| 2012.    | Рафаел Надал                                       | Новак Ђоковић      | 6-4, 6-3, 2-6, 7-5            | 3:49    |
| 2013.    | Рафаел Надал                                       | Давид Ферер        | 6-3, 6-2, 6-3                 | 2:16    |
| 2014.    | Рафаел Надал                                       | Новак Ђоковић      | 3-6, 7-5, 6-2, 6-4            | 3:31    |
| 2015.    | Станислас Вавринка                                 | Новак Ђоковић      | 4-6, 6-4, 6-3, 6-4            | 3:12    |
| 2016.    | Новак Ђоковић                                      | Енди Мари          | 3-6, 6-1, 6-2, 6-4            | 3:03    |
| 2017.    | Рафаел Надал                                       | Станислас Вавринка | 6-2, 6-3, 6-1                 | 2:05    |
| 2018.    | Рафаел Надал                                       | Доминик Тим        | 6-4, 6-3, 6-2                 | 2:42    |
| 2019.    | Рафаел Надал                                       | Доминик Тим        | 6-3, 5-7, 6-1, 6-1            | 3:01    |
| 2020.    | Рафаел Надал                                       | Новак Ђоковић      | 6-0, 6-2, 7-5                 | 2:41    |
| 2021.    | Новак Ђоковић                                      | Стефанос Циципас   | 6-76, 2-6, 6-3, 6-2, 6-4      | 4:11    |
| 2022.    | Рафаел Надал                                       | Каспер Руд         | 6-3, 6-3, 6-0                 | 2:18    |
| 2023.    | Новак Ђоковић                                      | Каспер Руд         | 7-61, 6-3, 7-5                | 3:13    |
| 2024.    | Карлос Алкараз                                     | Александар Зверев  | 6-3, 2-6, 5-7, 6-1, 6-2       | 4:20    |
| 2025.    | Карлос Алкараз                                     | Јаник Синер        | 4–6, 6–74, 6–4, 7–63, 7–610–2 | 5:29    |

## Статистика
- Рафаел Надал је највише пута освојио турнир (14)
- Новак Ђоковић је комплетирао каријерни гренд слем на овом турниру 2016. године
- Роџер Федерер и Новак Ђоковић су највише пута изгубили у финалу (4)